# Водонепроницаемость
Водонепроница́емость (англ. Water tightness) — характеристика материала, измеряемая в СИ в метрах или паскалях и показывающая, при достижении каких значений гидростатического давления этот материал теряет способность не впитывать и не пропускать через себя воду.

## Использование
Часто понятие водонепроницаемости относят к оболочкам конструкций или обшивке. В мореходстве водонепроницаемость люков, крышек и палуб обеспечивает плавучесть судна.

## Измерение
Водонепроницаемость строительных материалов обычно определяется в лабораторных условиях. Кроме того она, также как и газонепроницаемость, определяется пористостью материала.
Существуют специальные приборы для определения водонепроницаемости.